# ناقلات
ناقلات (انگلیسی: Nakilat) شرکت ترابری قطری است، که در سال ۲۰۰۴ تأسیس شد.